# Anthurium spathulifolium
Anthurium spathulifolium är en kallaväxtart som beskrevs av Luis Aloysius, Luigi Sodiro. Anthurium spathulifolium ingår i släktet Anthurium och familjen kallaväxter. Inga underarter finns listade.